# Neosisyphus confrater
Neosisyphus confrater là một loài bọ cánh cứng trong họ Bọ hung (Scarabaeidae).